# West Peckham
West Peckham è un villaggio e parrocchia civile dell'Inghilterra, appartenente alla contea del Kent.